# Aéro Jets Darta
Aéro Jets Darta (ou Aéro Charter Darta) était une société représentant commercialement Darta Compagnie Aérienne de transport Public. 

## Histoire
Fondée en 1971, cette compagnie opérait dans le domaine de l'aviation d'affaires et VIP ainsi que dans le transport aérien urgent de fret, l’évacuation sanitaire, le transport de greffons et le charter. 
DARTA signifiait Darnaudet Transports aériens S.A, et avait en portefeuille les sociétés, Aéro-Charter Darta, Aéro-Jets Darta, Uni-Air, Uni-Air International et Uni-Air Maintenance, Escadrille Mercure (assistance avion au Bourget) et AA Aviation (agence de voyages et billetterie Paris 15).  
Le siège social se trouvait sur l'aéroport de Paris-Le Bourget et avait une base sur l'aéroport de Nantes Atlantique.
La compagnie a disparu en 2013, rachetée par la compagnie Air Jet appartenant au groupe Jet Services,'.

## Flotte

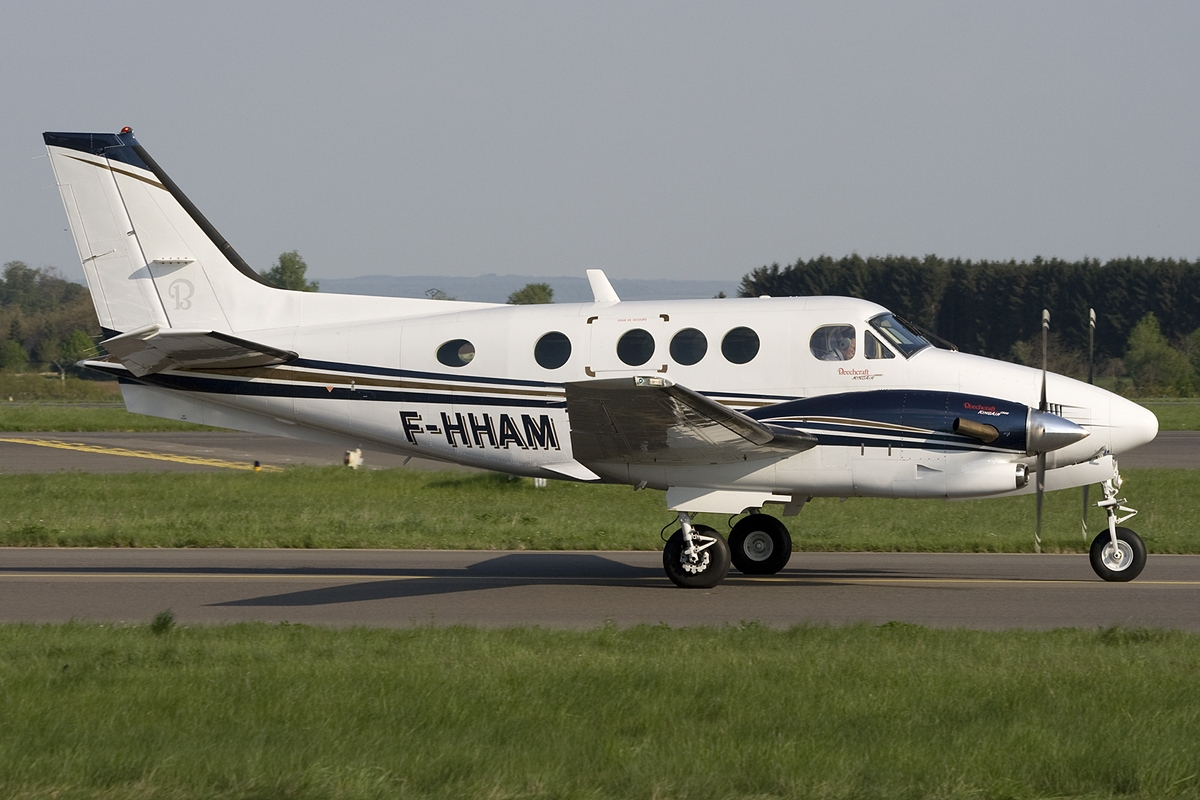
Beech C90 d'Aéro Charter Darta en 2009

En 1989, la flotte était composé de: 
- 1x Learjet 23,
- 3x Beechcraft 200,
- 1x Beechcraft 90,
- 1x Cessna 310,
- 1x Beechcraft 58.
En mai 2011, la flotte de la compagnie était composée de :